# Weixelmünde

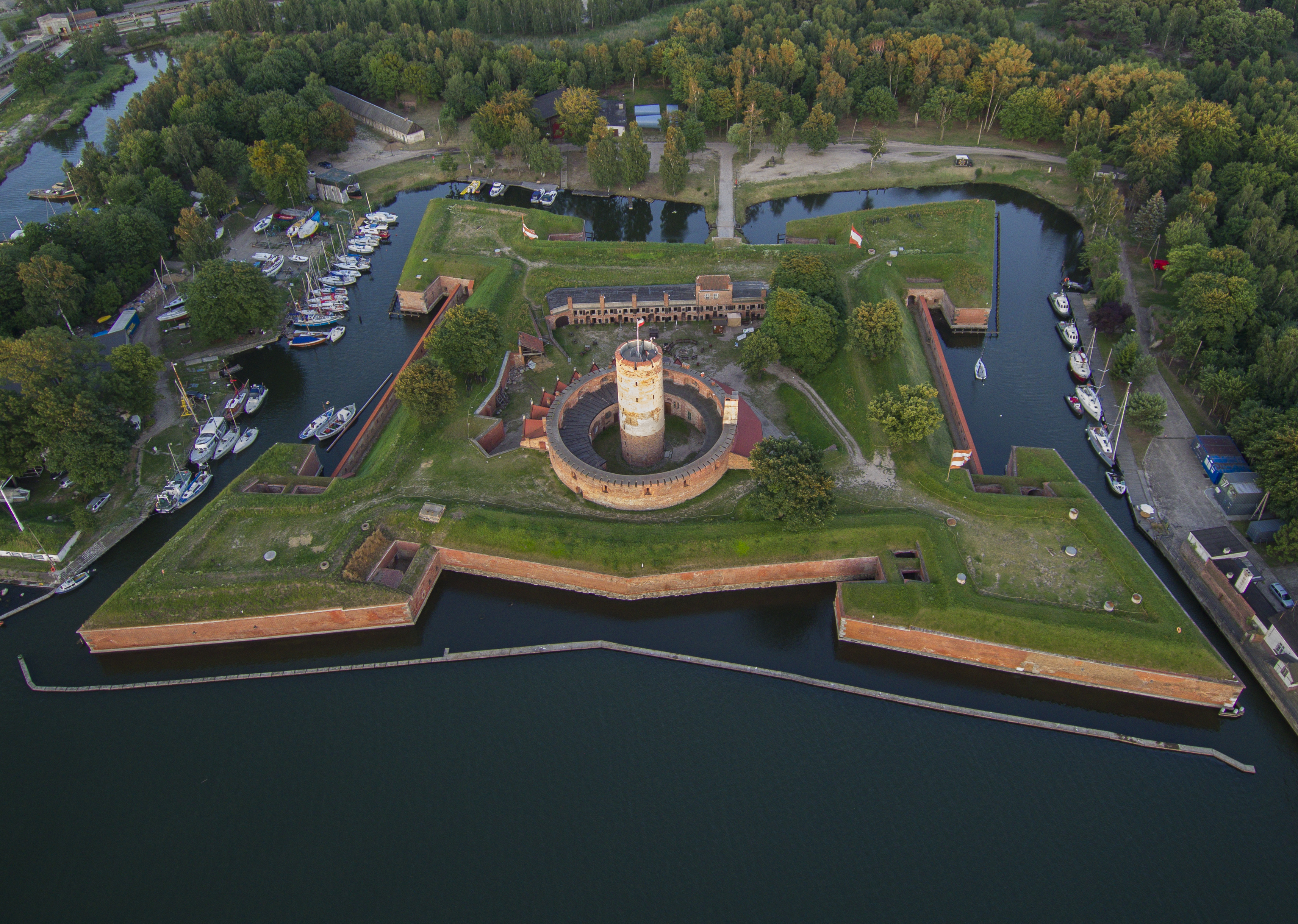
Fästningsmur och fyr.

Weixelmünde (tyska: Festung Weichselmünde, "Weichselmynningens fästning") (polska: Twierdza Wisłoujście) är en historisk fästning, belägen vid floden Wisłas mynning i Danzigbukten. Fästningen uppfördes som en del av försvaret av staden Danzig (Gdansk).

## Historia
Den första fästningen på platsen uppfördes i trä av Tyska orden under 1400-talet. Den brändes senare ned av husiter och tjecker under ett anfall år 1433. År 1482 byggdes en fyr av tegel på samma plats som den tidigare träfästningen hade stått på. Senare kom ett fyrkantigt fort med fyra bastioner att uppföras på platsen under ledning av Anthonis van Obergen.
Fästningen kom att bli inblandad i flera krig. 1577 belägrade den polske kungen Stefan Batory Weixelmünde utan framgång. Under åren 1622–1629 kom Weixelmünde att tjäna som bas för polska flottan. Fästningen kom under denna tid att flera gånger attackeras och beskjutas av svenska styrkor, till exempel vid Slaget på Danziger redd 1627 och natten mellan den 5 och 6 juli 1628 då de polska fartygen Złoty Lew och Sankt Georg sjönk efter artilleribeskjutningen.